# Anopheles pseudopunctipennis
Anopheles pseudopunctipennis este o specie de țânțari din genul Anopheles, descrisă de Theobald în anul 1901. Conform Catalogue of Life specia Anopheles pseudopunctipennis nu are subspecii cunoscute.